# Roitelet à couronne dorée
Regulus satrapa
Pour les articles homonymes, voir Satrapa (homonymie).
Espèce
Statut de conservation UICN

 LC  : Préoccupation mineure
Le Roitelet à couronne dorée (Regulus satrapa) est une espèce de passereaux appartenant à la famille des Regulidae. Il craint peu la présence humaine.

## Habitat et répartition

zone de nidification
présence permanente
voie migratoire
aire d'hivernage

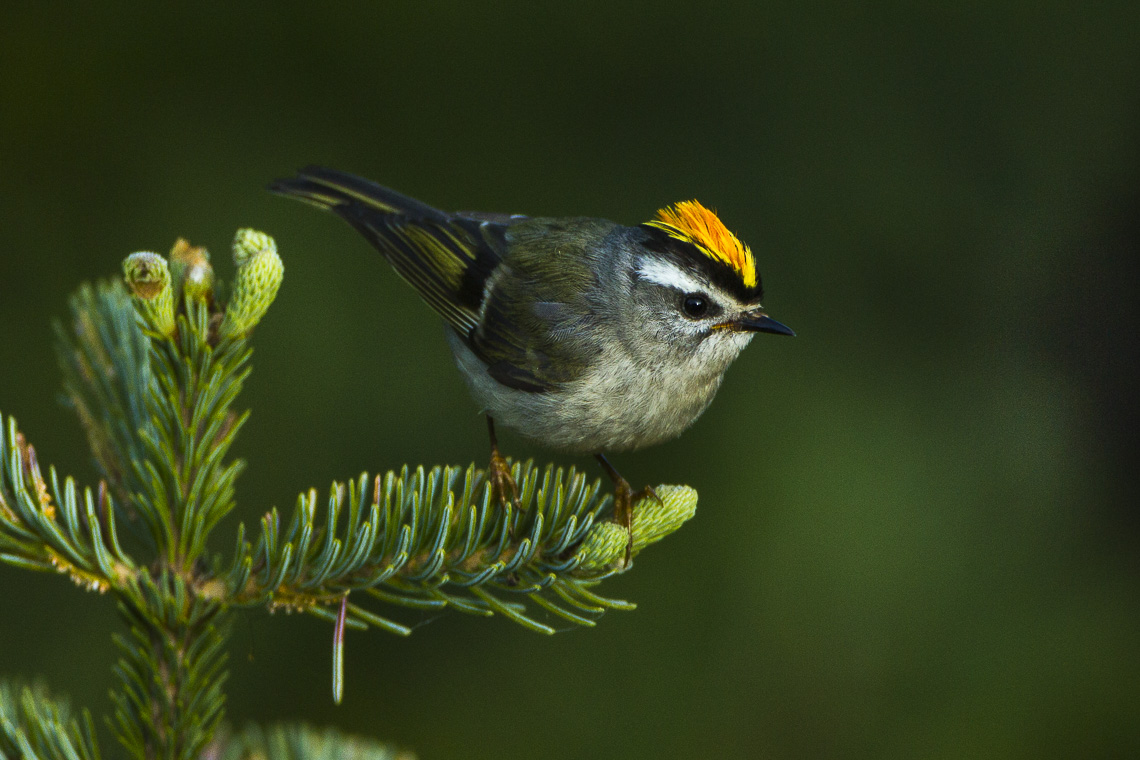
Roitelet à couronne dorée au Parc national Olympique.

Le roitelet à couronne dorée est un oiseau migrateur répandu dans toute l'Amérique du Nord. Son habitat de reproduction est constitué de forêts de conifères du Canada, du nord-est et de l'ouest des États-Unis, du Mexique et de l'Amérique centrale. Les individus se reproduisant plus au nord migrent vers les États-Unis en dehors de la saison de reproduction. Certains oiseaux sont des résidents permanents des régions côtières et du sud de leur aire de répartition. Les oiseaux du nord restent plus au nord en hiver que le roitelet à couronne rubis.

## Description
Le roitelet  à couronne dorée est l'un des plus petits passereaux d' Amérique du Nord. Sa longueur varie de 8 à 11 cm. Son poids, qui tourne en moyenne autour de 5,9 g, avec une fourchette allant de 4 à 7,8 g,  est légèrement supérieur à celui de la Mésange buissonnière  et du Gobemoucheron à queue noire,,.  Le roitelet à couronne dorée a une envergure de 14 à 18 cm. 
Les individus adultes présentent une couleur gris olive sur les parties supérieures et les parties inférieures sont blanches. Ils ont un bec fin et une queue courte. Les barres alaires sont blanches et une bande noire passe au travers les yeux. Sur la tête du roitelet à couronne dorée, comme son nom l'indique, on peut voir une couronne jaune entourée de noir. Chez le mâle adulte, on observe une tache orange au milieu de la calotte jaune. Le juvénile est semblable à l'adulte, mais avec un dos plus brun et sans la calotte jaune.  

## Alimentation
Le roitelet à couronne dorée se nourrit activement dans les arbres et les arbustes. Il se nourrit principalement d'insectes, d'œufs d'insectes et d'araignées.

## Chant
Il produit une série d'appels aigus sur une seule note. 

## Nidification
Son nid est une coupe suspendue bien dissimulée. Cette coupe est suspendue à une branche de conifère.

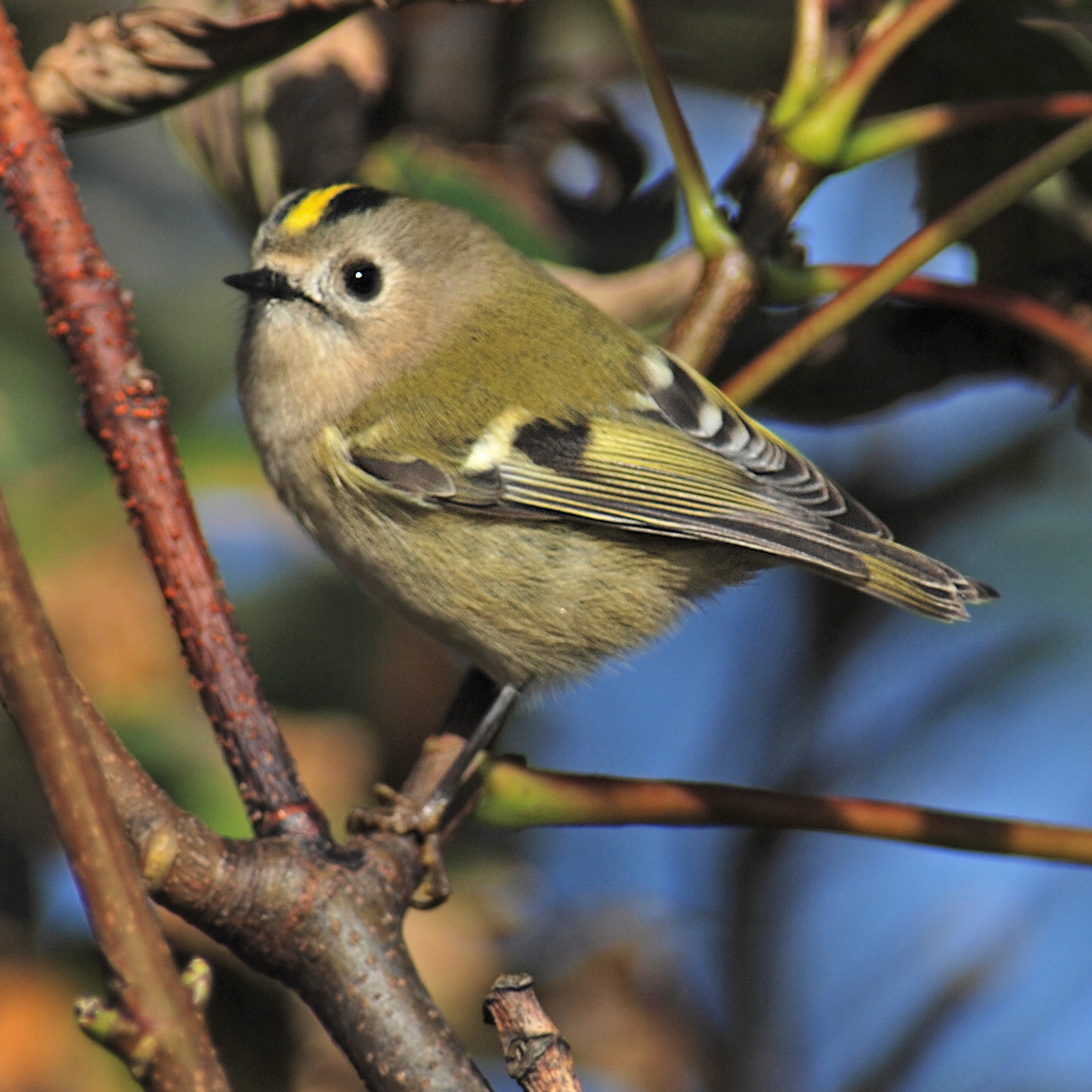
Roitelet à couronne dorée

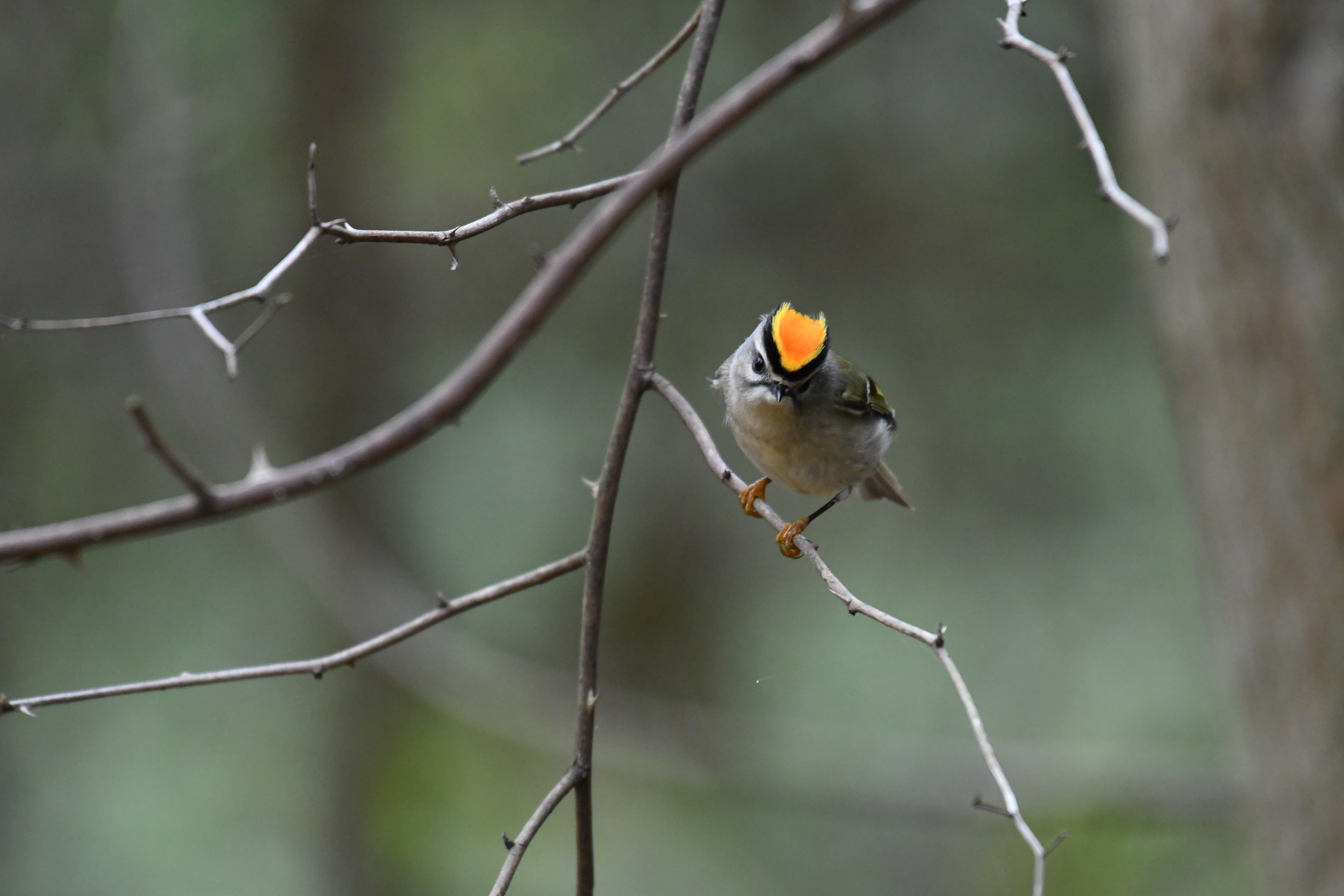
Roitelet à couronne dorée

## Taxonomie
Les roitelets font partie d'un petit groupe d'oiseaux parfois inclus dans les parulines de l'Ancien Monde, mais plus souvent classés dans une famille à part. Des recherches récentes ont démontré que, malgré des similitudes superficielles, les roitelets sont taxonomiquement éloignés des parulines,.  Le nom de la famille « Regulidae », et de son seul genre, « Regulus », sont dérivés du latin « regulus » qui signifie « Roi ». L'attribution de ces noms font référence aux crêtes orange ou jaunes caractéristiques observées chez les roitelets adultes.
Il existe trois sous-espèces migratrices aux États-Unis et au Canada. Ces sous-espèces diffèrent par la taille, la longueur du bec, les couleurs du dos et de la croupe, la largeur et la couleur de la barre alaire et la longueur du sourcil : 
- Sous-espèce apache: se reproduit et hiverne du sud de l'Alaska et du sud du Yukon au sud-ouest de la Californie et au sud du Nouveau-Mexique. Cette sous-espèce est de taille moyenne à petite, a un long bec et a le dos et le croupion olive jaunâtre brillant.
- Sous-espèce olivaceus: se reproduit de la côte sud-est de l'Alaska au sud-ouest de l'Oregon, hivernant dans l'Idaho et le sud-ouest de la Californie. Cette sous-espèce est petite, avec un bec de longueur moyenne, et a le dos et le croupion olive verdâtre foncé.
- Sous-espèce satrapa: se reproduit du nord de l'Alberta à Terre-Neuve et en Caroline du Nord. Cette sous-espèce est plus grande, avec un bec court et son dos et son croupion est olive avec une teinte grisâtre. Il diffère des sous-espèces apache et olivaceus à deux autres égards : le sourcil blanc s'arrête avant l'arrière de la couronne, alors que sur les deux autres espèces, le sourcil s'étend plus loin en arrière et les barres alaires sont larges et blanches (ou légèrement teintées de citron) contrairement aux étroites barres alaires blanchâtres ternes des deux autres sous-espèces.

La sous-espèce « amoenus »  a été fusionnée avec la sous-espèce « apache »  car la distinction entre ces populations est obscurcie par les variations individuelles. 
Deux autres sous-espèces (non migratrices) se trouvent au sud de l'aire de répartition principale du roitelet à couronne dorée. Ces deux sous-espèces  sont faiblement différenciées l'une de l'autre : 
- Sous-espèce aztecus:  vit dans le centre-sud du Mexique, dans les montagnes du Michoacán au sud jusqu'à Oaxaca. Cette sous-espèce est verdâtre foncé sur le dessus, a des marques alaires peu développées et ses parties inférieures sont teintées de brun grisâtre.
- Sous-espèce clarus: vit dans les montagnes du Chiapas, dans le Sud du Mexique et au Guatemala. Cette sous-espèce ressemble à l'aztecus mais est plus pâle et plus terne, avec une queue plus courte[11].

Une hybridation avec le roitelet à couronne rubis aurait pu se produire. 